# Gustave Macé
Marie Placide Gustave Macé, född den 2 augusti 1835 i Paris, död den 21 mars 1904 i Champigny-sur-Marne, var en fransk polisman.
Macé inträdde som ung vid Parispolisen och avgick 1884 från sin plats som polischef i Paris. Bland hans mycket lästa populärt kriminalistiska arbeten märks Le service de la sureté (1884), Mon premier crime (1885; svensk översättning "Mitt första brottmål", 1886), Un joli monde (1887; "Snyggt sällskap", samma år), Mes lundis en prison (1889; "Från Paris fängelseverld", 1890) och Crimes impunis (1897).